# A piszkos tizenkettő (film)
A piszkos tizenkettő (angolul: The Dirty Dozen) 1967-ben bemutatott amerikai háborús akciófilm. A filmet Robert Aldrich rendezte, E. M. Nathanson azonos című háborús regénye alapján.
A második világháborús film világsztárokat vonultatott fel: a később a Volt egyszer egy vadnyugattal (1968) híressé vált Charles Bronson, a több háborús filmben is szereplő Lee Marvin, a korszak legnagyobb színészei közé tartozó Ernest Borgnine, a sztársportolóból lett fekete színész, Jim Brown valamint John Cassavetes, Telly Savalas, Clint Walker és Donald Sutherland.

## Cselekmény
John Reisman őrnagy, a szabályokat folyton megszegő, a feletteseivel szemben tiszteletlen katonatiszt egy különleges feladatot kap. Ki kell képeznie egy tucat katonai fegyencet, akiket emberölés és egyéb súlyos bűncselekmények miatt halálra vagy 20–30 év börtönre vagy kényszermunkára ítéltek. A kiképzés végeztével a megszállt Franciaország területén egy német vezérkari üdülőkastélyban lévő  német főtiszteket kell megsemmisíteniük, akik nagy számban töltik ott szabadságukat. Aki az osztagból túléli a küldetést, az remélhetőleg amnesztiát kap, ez a felettes tábornok jóindulatán múlik. A gyakorlatilag öngyilkos küldetéshez szükséges kiképzésre 6 hetet kap Reisman. Mivel az őrnagy nem tartja magát feláldozhatónak, megkezdődik a kemény gyakorlatozás. Reisman  mindent elkövet, hogy a tucatnyi antiszociális fegyencből összetartó elit egység legyen.
Kijelölt embereinek ügyeit alaposan tanulmányozza, majd egyenként elbeszélget velük a cellájukban. Mindegyik hajlandónak mutatkozik részt venni az akcióban. Reisman az összetartás erősítése érdekében azt a feltételt is kiköti, hogy ha valamelyikük nem teljesíti a rá bízott feladatot, akkor az egész akciót lefújja, és mindegyikükön végrehajtják a korábban kiszabott ítéletet.
Victor Franko ennek ellenére megpróbál a kiképzés elején megszökni, azonban a társai közül hárman erőszakkal visszatartják. Ez után nem történik hasonló rendbontás, bár egyszer fellázadnak és egy darabig nem hajlandók borotválkozni és fürödni, de Reisman ezt pozitívan értékeli, mivel a tizenkét fogoly egységesen lépett fel. Egy pszichológus is segíti a munkáját, aki elbeszélget az elítéltekkel. Javaslata az, hogy néhány különösen veszélyes egyént ki kellene hagyni a csapatból (például van egy vallási őrült, Maggot, aki isten küldöttének gondolja magát, minden nőt kurvának tart sőt rasszista is), Reisman azonban nem változtathat az eredeti létszámon.
Reisman a kiképzés utolsó éjszakájára italt és nyolc civil nőt szerez a katonák szórakoztatására. Ez a tábornok fülébe jut, aki a katonai fegyelem megsértése miatt az akció lefújásán gondolkodik. Adódik azonban egy lehetőség, hogy Reisman bebizonyítsa, az embereit megfelelően kiképezte: egy gyakorlat során el kell foglalniuk az ellenfél főhadiszállását (akik túlerőben vannak, és felkészülten várják a támadást). A csapatot éles lőszert használva ágyúkkal támadják, de egy csellel sikerül bejutniuk a főhadiszállásra, és elfoglalják azt.
Ezek után az őrnagy pontos tervet dolgoz ki, amiben mindenkinek fontos szerep jut, de mindegyiküknek ismernie kell a többiek feladatát is, hogy bárkinek a kiesése után valaki más végre tudja hajtani a feladatot. Ezért a tervet pontokba és rímekbe szedve az unalomig ismétlik. Egyikük már az ejtőernyős ugrás végén meghal a földet éréskor, a többiek azonban végrehajtják a feladatot, bár sokan meghalnak közben.
A német tisztek az első fegyverropogásra az erre a célra szolgáló óvóhelyre, a pincébe menekülnek a civil ruhás nőkkel együtt. „A piszkos tizenkettő” ezt kihasználva rájuk zárja az ajtókat és a szellőzőnyílásokon benzint locsolnak rájuk, majd kézigránátokat dobálnak be. Mivel a pincékben robbanóanyagot tároltak, a támadás következtében szinte a teljes épület kigyullad és megsemmisül a benne lévőkkel együtt.
„A piszkos tizenkettő” tagjai harc közben esnek el, leszámítva Maggott-t, akit Jefferson lő hátba, amikor az ellenük fordul. Életben maradt tagjait visszahelyezik korábbi beosztásukba, a többiek rokonainak pedig a „kötelessége teljesítése közben életét vesztette” üzenetet küldik, a korábban kiszabott büntetés említése nélkül.

### Bakik
Posey elújságolja Reismannak, hogy Kinder százados megtanítja írni-olvasni. Azonban egy korábbi jelenetben látható, amint Posey az építkezés közben jegyzetel.

## Szereposztás
- Lee Marvin – John Reisman őrnagy (Sinkovits Imre)
- Ernest Borgnine – Worden tábornok (Gera Zoltán)
- Robert Webber – Denton tábornok (Fülöp Zsigmond)
- Robert Ryan – Everett Dasher Breed ezredes (Benkő Gyula)
- George Kennedy – Max Armbruster őrnagy (Láng József)
- Ralph Meeker – Stuart Kinder százados (Gálvölgyi János)
- Richard Jaeckel – Clyde Bowren őrmester (Rátóti Zoltán)
- Robert Phillips – Carl Morgan tizedes (Józsa Imre)
- John Cassavetes; Victor R. Franko – kötél általi halálra ítélve, egy civil ellen elkövetett rablógyilkosságért. (Szakácsi Sándor)
- Tom Busby; Milo Vladek – 30 év kényszermunkára ítélve. (Helyey László)
- Jim Brown; Robert T. Jefferson – kötél általi halálra ítélve, mert megölt egy fehér tisztet (állítása szerint önvédelemből). (Bujtor István)
- Donald Sutherland; Vernon L. Pinkley – 30 év fegyházra ítélve. (Szacsvay László)
- Ben Carruthers; Glenn Gilpin – 30 év kényszermunkára ítélve. (?)
- Clint Walker; Samson Posey – kötél általi halálra ítélve, amiért agyonütött egy férfit, aki piszkálta. (Végvári Tamás)
- Charles Bronson; Joseph Wladislaw – kötél általi halálra ítélve, egy dezertáló katona lelövése miatt. (Szersén Gyula)
- Colin Maitland; Seth Sawyer – 20 év kényszermunkára ítélve. (Tahi Tóth László)
- Stuart Cooper; Roscoe Lever – 20 év fegyházra ítélve. (Balkay Géza)
- Al Mancini; Tassos R. Bravos – 20 év kényszermunkára ítélve. (Márton András)
- Trini Lopez; Pedro Jiminez – 20 év kényszermunkára ítélve. (Ujréti László)
- Telly Savalas; Archer J. Maggott – kötél általi halálra ítélve, mert megerőszakolt és megölt egy angol nőt. (Inke László)

További magyar hangok: Balázsi Gyula, Cs. Németh Lajos, Elekes Pál, Felföldi László, Gruber Hugó, Győri Ilona, Konrád Antal, Koroknay Géza, Molnár Piroska, Szatmári István, Varga T. József, Várkonyi András

## Fontosabb díjak, jelölések

### Oscar-díj(1968)
- díj: legjobb hangeffektusok (John Poyner)
- jelölés: legjobb férfi mellékszereplő (John Cassavetes)
- jelölés: legjobb vágás (Michael Luciano)
- jelölés: legjobb hang

### Golden Globe-díj(1968)
- jelölés: legjobb férfi mellékszereplő (John Cassavetes)